# Carrest
Carrest var ett svenskt hårdrocksband från Karlstad, grundat 2009. Deras debut-EP släpptes 2010 och bandets andra EP släpptes 2011. Bandets första singel Driven släpptes i december 2012 och i februari 2013 röstades den in på Värmlandstoppen i SR Värmland där den låg på listan i 3 veckor. Bandet upplöstes 2014.

## Medlemmar
- Isak Andersson – sång (2009–2014), gitarr (2009–2013)
- Martin Blomgren – gitarr, bakgrundssång (2009–2014)
- Michael Lennartsson – basgitarr (2009–2014)
- Christer Lennartsson – trummor (2009–2014)
- Alexander Svärd – gitarr (2014)

## Diskografi
EP
- 2010 – Carrest
- 2011 – Sinner

Singlar
- 2012 – Driven